# Slittino ai XXIII Giochi olimpici invernali - Singolo femminile
Nello slittino ai XXIII Giochi olimpici invernali la gara del singolo femminile si è disputata nelle giornate del 12 e 13 febbraio nella località di Daegwallyeong sulla pista dell'Alpensia Sliding Centre.
Campionessa olimpica uscente è la tedesca Natalie Geisenberger, che aveva conquistato l'oro nella precedente edizione di Soči 2014 sopravanzando nell'ordine la connazionale Tatjana Hüfner e la statunitense Erin Hamlin; detentrice del titolo iridato di Igls 2017 è la stessa Hüfner.

## Antefatti
In base a quanto previsto dal regolamento di qualificazione ai Giochi, possono partecipare al massimo tre atlete per ogni nazione e, tenendo conto di questo sistema di selezione, i primi ventisette posti sono stati assegnati ai vari comitati olimpici nazionali scorrendo la classifica della Coppa del mondo 2017/18 al 31 dicembre 2017, quando cioè erano state disputate le prime cinque tappe del circuito; oltre a ciò la Federazione Internazionale Slittino ha la possibilità di assegnare altri otto posti da suddividere nelle tre discipline del singolo uomini, singolo donne e del doppio, primariamente al fine di rendere possibile la partecipazione del maggior numero di nazioni alla gara a squadre, e garantendo comunque una quota in ogni specialità al comitato sudcoreano, quale paese ospitante i Giochi. Poiché le atlete coreane sono state in grado di qualificarsi grazie al ranking di Coppa i numeri del primo criterio di qualificazione sono stati aumentati a ventotto e successivamente la FIL ha destinato due degli otto posti di cui sopra a Rep. Ceca e Slovacchia, per un totale di 30 partecipanti in rappresentanza di 14 nazioni.
Una volta assegnate le quote ai comitati olimpici nazionali sono poi questi ultimi a scegliere gli atleti da schierare al via della competizione, a patto che questi soddisfino determinati requisiti di partecipazione a gare internazionali disputatesi nella stagione pre-olimpica e sino al 31 dicembre 2017. Tra queste decisioni è da segnalare quella del comitato svizzero che, nonostante avesse ottenuto due posti, in base anche ai suoi criteri di selezione interni ha deciso di portare in gara una sola atleta. Di questa scelta ne ha beneficiato la Croazia, che ha ottenuto il posto resosi vacante.
Differente invece è la situazione della squadra russa, che in base ai criteri di qualificazione aveva ottenuto tre posti, ma poiché il CIO aveva squalificato il loro comitato olimpico a causa delle vicende relative al doping di Stato venute alla luce negli ultimi anni, la partecipazione delle atlete è stata garantita, sotto le insegne olimpiche, a tutte coloro che hanno rispettato una serie di rigidi criteri e che sono risultate al di sopra di qualunque sospetto doping da parte di una apposita commissione del CIO stesso; conseguentemente oltre a Tat'jana Ivanova, che era stata estromessa dai Giochi già dopo la sentenza della commissione Oswald, anche Viktorija Demčenko è stata esclusa dalle competizioni e l'unica atleta russa che prenderà parte alla gara sarà quindi Ekaterina Baturina. I due posti non utilizzati sono stati così riassegnati all'Argentina e all'Ucraina, che potrà quindi schierare una seconda atleta.

## Record del tracciato
Prima della manifestazione i record del tracciato dell'Alpensia Sliding Centre erano i seguenti:
| Partenza | 4"304  | Tatjana Hüfner Germania | 18 febbraio 2017 |
| Pista    | 46"792 | Tat'jana Ivanova Russia | 18 febbraio 2017 |

Durante la competizione sono stati battuti i seguenti record:
| Record   | Data        | Evento   | Atleta               | Nazione     | Tempo  |
| -------- | ----------- | -------- | -------------------- | ----------- | ------ |
| Partenza | 12 febbraio | manche 1 | Tatjana Hüfner       | Germania    | 4"302  |
| Pista    | 12 febbraio | manche 1 | Natalie Geisenberger | Germania    | 46"245 |
| Pista    | 12 febbraio | manche 2 | Summer Britcher      | Stati Uniti | 46"132 |

## Classifica di gara
| Pos. | Atleta                  | Nazione                      | 1ª manche | 2ª manche   | 3ª manche | 4ª manche | Totale   | Distacco |
| ---- | ----------------------- | ---------------------------- | --------- | ----------- | --------- | --------- | -------- | -------- |
|      | Natalie Geisenberger    | Germania                     | 46"245    | 46"209      | 46"280    | 46"498    | 3'05"232 |          |
|      | Dajana Eitberger        | Germania                     | 46"381    | 46"193      | 46"577    | 46"448    | 3'05"599 | +0"367   |
|      | Alex Gough              | Canada                       | 46"317    | 46"328      | 46"425    | 46"574    | 3'05"644 | +0"412   |
| 4    | Tatjana Hüfner          | Germania                     | 46"322    | 46"339      | 46"392    | 46"660    | 3'05"713 | +0"481   |
| 5    | Kimberley McRae         | Canada                       | 46"339    | 46"449      | 46"480    | 46"610    | 3'05"878 | +0"646   |
| 6    | Erin Hamlin             | Stati Uniti                  | 46"357    | 46"333      | 46"506    | 46"716    | 3'05"912 | +0"680   |
| 7    | Raluca Strămăturaru     | Romania                      | 46"469    | 46"532      | 46"606    | 46"681    | 3'06"288 | +1"056   |
| 8    | Aileen Christina Frisch | Corea del Sud                | 46"350    | 46"456      | 46"751    | 46"843    | 3'06"400 | +1"168   |
| 9    | Madeleine Egle          | Austria                      | 46"726    | 46"646      | 46"541    | 46"696    | 3'06"609 | +1"377   |
| 10   | Andrea Vötter           | Italia                       | 46"577    | 46"483      | 46"907    | 46"892    | 3'06"859 | +1"627   |
| 11   | Martina Kocher          | Svizzera                     | 46"837    | 46"657      | 46"638    | 46"761    | 3'06"893 | +1"661   |
| 12   | Ulla Zirne              | Lettonia                     | 46"471    | 46"409      | 47"327    | 46"895    | 3'07"102 | +1"870   |
| 13   | Brooke Apshkrum         | Canada                       | 46"834    | 46"839      | 46"905    | 46"983    | 3'07"561 | +2"329   |
| 14   | Sandra Robatscher       | Italia                       | 46"620    | 47"116      | 47"083    | 46"746    | 3'07"565 | +2"333   |
| 15   | Ekaterina Baturina      | Atleti Olimpici dalla Russia | 47"122    | 46"700      | 46"675    | 47"122    | 3'07"619 | +2"387   |
| 16   | Elīza Cauce             | Lettonia                     | 47"458    | 46"477      | 46"624    | 47"092    | 3'07"651 | +2"419   |
| 17   | Hannah Prock            | Austria                      | 46"622    | 46"585      | 47"743    | 46"854    | 3'07"804 | +2"572   |
| 18   | Sung Eun-ryung          | Corea del Sud                | 46"918    | 46"851      | 47"205    | 46"276    | 3'08"250 | +3"018   |
| 19   | Summer Britcher         | Stati Uniti                  | 46"829    | 46"132 (TR) | 46"603    | 48"770    | 3'08"334 | +3"102   |
| 20   | Ewa Kuls-Kusyk          | Polonia                      | 47"037    | 46"933      | 47"212    | NQ        | 2'21"182 | -        |
| 21   | Olena Šchumova          | Ucraina                      | 46"950    | 46"844      | 47"751    | NQ        | 2'21"545 | -        |
| 22   | Kendija Aparjode        | Lettonia                     | 48"103    | 46"927      | 47"296    | NQ        | 2'22"326 | -        |
| 23   | Katarína Šimoňáková     | Slovacchia                   | 47"428    | 47"606      | 47"538    | NQ        | 2'22"572 | -        |
| 24   | Verónica María Ravenna  | Argentina                    | 47"175    | 47"788      | 47"739    | NQ        | 2'22"702 | -        |
| 25   | Natalia Wojtusciszyn    | Polonia                      | 49"133    | 46"736      | 47"290    | NQ        | 2'23"159 | -        |
| 26   | Tereza Nosková          | Rep. Ceca                    | 47"813    | 48"132      | 47"921    | NQ        | 2'23"866 | -        |
| 27   | Daria Obratov           | Croazia                      | 48"615    | 48"252      | 48"686    | NQ        | 2'25"553 | -        |
| 28   | Olena Stec'kiv          | Ucraina                      | 50"599    | 48"303      | 47"929    | NQ        | 2'26"831 | -        |
| -    | Emily Sweeney           | Stati Uniti                  | 46"595    | 46"960      | 46"917    | DNF       | -        | -        |
| -    | Birgit Platzer          | Austria                      | 47"318    | DNF         | -         | -         | -        | -        |

Data: Lunedì 12 febbraio 2018

Ora locale 1ª manche: 19:50

Ora locale 2ª manche: 22:45

Data: Martedì 13 febbraio 2018

Ora locale 3ª manche: 19:30

Ora locale 4ª manche: 22:45

Pista: Alpensia Sliding Centre 

Legenda:
- NQ = non qualificata per la quarta manche
- DNS = non partita (did not start)
- DNF = prova non completata (did not finish)
- DSQ = squalificata (disqualified)
- Pos. = posizione
- in grassetto: miglior tempo di manche